# Un ciel radieux (téléfilm)
 (juin 2017).
Si vous disposez d'ouvrages ou d'articles de référence ou si vous connaissez des sites web de qualité traitant du thème abordé ici, merci de compléter l'article en donnant les références utiles à sa vérifiabilité et en les liant à la section « Notes et références ».
Cet article concerne le téléfilm. Pour le manga, voir Un ciel radieux.
Un ciel radieux est un téléfilm de Nicolas Boukhrief, produit par Europacorp TV pour Arte, réalisé en octobre 2016 et diffusé pour la première fois à la télévision en octobre 2017.
Le scénario est co-signé Frédérique Moreau et Nicolas Boukhrief, d'après le manga de Jirō Taniguchi du même titre à qui le téléfilm est dédié.

## Synopsis
Vincent, la quarantaine, marié et père de famille est cadre dans une société d'assurance où l'ambiance est très pesante avec des bruits de couloir annonçant qu'un plan de licenciement serait imminent. Il est surmené par son travail, ne comptant plus ses heures au point de finir régulièrement tardivement, et que cela affecte sa vie familiale. Il court vers le burn-out sans se rendre compte...
Un soir, il finit encore tardivement son travail, mais cette-fois-ci c'est la fois de trop. Car épuisé par son travail, il somnole au volant sur son trajet retour. Il est ébloui par un motard qui tentait de faire demi-tour et du coup les deux véhicules se percutent. À la suite de cet accident Vincent est déclaré décédé à l’hôpital mais par un phénomène fantastique son âme a été "transférée" dans le corps de Léo, le motard qu'il avait involontairement percuté. C'est ainsi qu'en se réveillant au service de réanimation, Vincent découvre qu'il occupe désormais le corps de Léo. Devant l'impossibilité d'expliquer cette situation incroyable, il feint l'amnésie et découvre petit-à-petit l'entourage et la vie de Léo, un jeune homme en rébellion permanente, tendance gothique, fan de moto et ayant une situation très aisée grâce à ses parents.
Comprenant qu'il n'occupera le corps de Léo que pour une courte période avant de s'en aller définitivement, Vincent va manigancer pour démontrer la responsabilité de son employeur dans son accident mortel, faire le ménage dans ses affaires personnelles et dire adieu à sa famille. Il en profite également pour remettre de l'ordre dans la vie de Léo, en se réconciliant avec ses parents et avec Emma son ex petite amie, et en lui donnant une vocation ...

## Fiche technique
- Titre : Un ciel radieux
- Réalisation : Nicolas Boukhrief
- Scénario : Nicolas Boukhrief et Frédérique Moreau, d'après le manga homonyme de Jirō Taniguchi (2004)
- Décors : Jimmy Vandteenkiste
- Costumes : Florence Sadaune
- Photographie : Patrick Ghiringhelli
- Montage : Lydia Decobert-Boukhrief
- Musique : ROB
- Producteur : Thomas Anargyros
- Production : EuropaCorp Télévision, coproduction : ARTE France, avec le soutien de la Région Hauts-de-France, avec la participation de Pictanova, de TV5 Monde et du Centre National du Cinéma et de L'image Animée (CNC) , en association avec la SOFICA Cinémage 11
- Diffusion : Arte
- Pays : France
- Durée : 95 minutes
- Sélection officielle au Festival de la fiction TV de La Rochelle 2017
- Date de première diffusion : 6 octobre 2017

## Distribution
- Léo Legrand : Léo
- Dimitri Storoge : Vincent
- Armande Boulanger : Emma
- Marie Kremer : Sandrine
- Isabelle Renauld : Madeleine
- Louis-Marie Audubert : Paul
- Omar Tary : M. Kateb
- Marc Duport : Pierre
- Olivier Bayart : Benjamin
- Nathalie Herbaut : L'infirmière
- Nicolas Grandhomme : Hollman
- Philippe Capelle : Mangin
- Carine Boquillon : La deuxième infirmière
- Sophie Bourdon : La DRH
- Nicole Shirer : Philippine
- Sébastien Fontaine : Frédéric
- Saverio Maligno : Le jeune homme

## Récompenses
- Prix jeune espoir masculin Adami pour Léo Legrand et meilleure musique pour Rob au Festival de la fiction TV de La Rochelle 2017[1]